# André Gaubert
 (avril 2022).
Si vous disposez d'ouvrages ou d'articles de référence ou si vous connaissez des sites web de qualité traitant du thème abordé ici, merci de compléter l'article en donnant les références utiles à sa vérifiabilité et en les liant à la section « Notes et références ».
Pour les articles homonymes, voir Gaubert.
André Gaubert, né le 5 décembre 1911 à Marseille (Bouches-du-Rhône) et mort le 2 mars 1991 au Mans (Sarthe), est un homme politique français.

## Biographie
Issu d'une famille bourgeoise, André Gaubert, après des études secondaires chez les Jésuites, à Marseille, il poursuit dans la capitale jusqu'à une licence de sciences avant d'intégrer l'école spéciale des travaux publics.
Après son diplôme d'ingénieur, il entre à l'école militaire d'artillerie de Poitiers, en 1935, plus à l'école d'application de Fontainebleau. Il en sort avec le grade de lieutenant et est affecté au 32e régiment d'artillerie, stationné à Vincennes.
Il participe à la seconde guerre mondiale, dans le groupe d'aviation de reconnaissance de la IIe Armée, puis poursuit sa carrière à Montpellier, dans l'armée d'armistice. Il démission cependant à la fin de l'année 1942 et participe à la résistance armée. Arrêté en octobre 1943, il est déporté, d'abord à Buchenwald, puis à Neuengamme. Il ne rentre en France qu'en mai 1945. Il est décoré de la croix de guerre et de la Croix du Combattant volontaire de la Résistance et de la France Libre. Par la suite, il sera officier de la légion d'honneur.
Il entre alors dans une entreprise de produits chimiques dans la Sarthe, dont il est le directeur général, jusqu'en 1958. Il préside aussi la chambre syndicale des produits chimiques à partir de 1950.
Élu premier adjoint au maire du Mans en 1947, conseiller général de la Sarthe en 1949, il s'investit principalement dans le développement des HLM. En 1950, il est vice-président de la fédération nationales des offices publics d'HLM.
En 1951, il est candidat sur la liste présentée par le RPF aux élections législatives, qui obtient deux sièges. Il est donc élu député. Il s'investit essentiellement dans les questions relatives à la reconstruction et plus particulièrement le développement des logements sociaux, dossier qu'il connaît bien.
Secrétaire du bureau de l'assemblée depuis 1954, il est, en février 1955, nommé secrétaire d'État aux commerces dans le gouvernement Pineau, qui ne parvient pas à obtenir l'investiture de l'assemblée.
Second sur la liste des républicains sociaux en 1956, qui n'obtient que 10 % des voix, il n'est pas réélu, malgré l'apparentement avec les listes de droite (MRP et CNI).
Après cette date, il se désinvestit de l'action politique, abandonnant ses mandats au conseil municipal du Mans (1959) puis au conseil général (1961).